# Hluboká (vojenský újezd Hradiště)
Hluboká (německy Tiefenbach) je zaniklá vesnice ve vojenském újezdu Hradiště v okrese Karlovy Vary. Stála na pravém břehu Liboce v Doupovských horách asi 3,5 kilometrů západně od Kadaňského Rohozce.

## Název
Vesnice dostala své jméno podle Hlubokého potoka. V historických pramenech se objevuje ve tvarech: Hluboki (1196), Hluboke (1544), w hluboke ves (1546) a Tiefenbach (1623, 1785 a 1847).

## Historie
První písemná zmínka o vesnici je z roku 1196 a nachází se v listině, kterou Milhost z Mašťova daroval některé vesnice jím založenému mašťovskému klášteru. Tamní mniši brzy poté z Mašťova odešli a založili klášter v Oseku. Majetek si však ponechali. Později se vesnice stala součástí žďárského panství, u kterého je v obnovených zemských deskách doložena v roce 1544, kdy ji do nich nechal zapsat Stanislav Žďárský ze Žďáru.
Původní vesnice během třicetileté války zanikla a byla obnovena o něco dále na východ. Po válce v ní podle berní ruly z roku 1654 žilo šest sedláků, pět chalupníků a dva poddaní bez majetku. Jeden z chalupníků provozoval mlýn s jedním kolem, u něhož byla také pila. Na polích se pěstovalo žito, ale hlavním zdrojem obživy býval chov dobytka. Do roku 1847 se vesnice rozrostla na 35 domů a patřily k ní tři mlýny. U dvou mlýnů byly pily, z nichž v jedné se vyráběly především šindele.
Hluboká nikdy nebyla obcí. Po zrušení patrimoniální správy se stala osadou Žďáru, ale v roce 1874 byla převedena k nově vzniklé obci Žebletín. Děti nadále docházely do školy ve Žďáru, kde bývala také pošta a sídlo farnosti. V roce 1902 byla u vsi zřízena železniční zastávka na trati do Doupova. Ze služeb v Hluboké fungovaly dva hostince, obchod se smíšeným zbožím a řemeslo provozovali kovář, švec a tkadlec. Původně rozšířené ruční tkaní ustoupilo strojní výrobě. Po vysídlení Němců ve vsi v roce 1947 žilo 52 obyvatel.
Hluboká zanikla vysídlením v důsledku zřízení vojenského újezdu ve druhé etapě rušení sídel. Úředně byla zrušena 31. srpna 1953.

## Přírodní poměry
Hluboká stávala v katastrálním území Žďár u Hradiště v okrese Karlovy Vary, asi 3,5 kilometrů západně od Kadaňského Rohozce. Nacházela se na pravém břehu řeky Liboc v nadmořské výšce okolo 430 metrů na severovýchodním úpatí Trmovského vrchu (744 metrů). Oblast leží v centrální části Doupovských hor, konkrétně v jejich okrsku Hradišťská hornatina, která na levém břehu Liboce přechází do Rohozecké vrchoviny. Půdní pokryv tvoří kambizem eutrofní.
V rámci Quittovy klasifikace podnebí Hluboká stála v mírně teplé oblasti MT3, pro kterou jsou typické průměrné teploty −3 až −4 °C v lednu a 16–17 °C v červenci. Roční úhrn srážek dosahuje 600–750 milimetrů, počet letních dnů je 20–30, počet mrazových dnů se pohybuje mezi 160–160 a sněhová pokrývka zde leží 60–100 dnů v roce. Severovýchodně od zaniklé vsi oblast MT3 přechází do teplejší mírně teplé oblasti MT4.

## Obyvatelstvo
Při sčítání lidu v roce 1921 zde žilo 195 obyvatel (z toho 104 mužů) německé národnosti a římskokatolického vyznání. Podle sčítání lidu z roku 1930 měla vesnice 158 obyvatel: tři Čechoslováky a 155 Němců. Všichni se hlásili k římskokatolické církvi.
|           | 1869 | 1880 | 1890 | 1900 | 1910 | 1921 | 1930 | 1950 |
| --------- | ---- | ---- | ---- | ---- | ---- | ---- | ---- | ---- |
| Obyvatelé | 199  | 195  | 172  | 160  | 162  | 195  | 158  | 41   |
| Domy      | 35   | 32   | 32   | 32   | 34   | 34   | 34   | 25   |